# Vakuole
Vakuola je organela koja služi za pohranu tvari. Vakuolu imaju biljne stanice i jednostanični organizmi. Osim vode, šećera i soli, ona sadrži otpadne i otrovne tvari kao i pigmente koji su zaslužni za boju cvijeća. U praživotinja vakuole su specijalizirane i služe za izbacivanje vode iz tijela (kontraktilne vakuole). Vakuole, škrobna zrnca i masne kapljice su stanične uklopine. Zajedno sa stijenkom čine neživi dio stanice.